# Scheldeprijs 2018
De 106e editie van de Belgische wielerwedstrijd Scheldeprijs werd gehouden op 4 april 2018. De wedstrijd maakte deel uit van de UCI Europe Tour 2018, in de categorie 1.HC. Dit jaar was de start in het Nederlandse Terneuzen.
De Nederlander Fabio Jakobsen kwam na 200 km als eerste over de finish, voor de Duitser Pascal Ackermann en de Brit Christopher Lawless.

## Uitslag
| Plaats  | Naam                 | Ploeg                       | Tijd     |
| ------- | -------------------- | --------------------------- | -------- |
| Winnaar | Fabio Jakobsen       | Quick-Step Floors           | 4u23'51" |
| 2       | Pascal Ackermann     | BORA-hansgrohe              | z.t.     |
| 3       | Christopher Lawless  | Team Sky                    | z.t.     |
| 4       | Jens Debusschere     | Lotto Soudal                | z.t.     |
| 5       | Jérémy Lecroq        | Vital Concept               | z.t.     |
| 6       | Max Walscheid        | Team Sunweb                 | z.t.     |
| 7       | Timothy Dupont       | Wanty-Groupe Gobert         | z.t.     |
| 8       | Jonas Rickaert       | Topsport Vlaanderen-Baloise | z.t.     |
| 9       | Bram Welten          | Fortuneo-Samsic             | z.t.     |
| 10      | Marco Haller         | Team Katjoesja Alpecin      | z.t.     |
| 11      | Coen Vermeltfoort    | Roompot-Nederlandse Loterij | z.t.     |
| 12      | Kenneth Vanbilsen    | Cofidis                     | z.t.     |
| 13      | Rick Zabel           | Team Katjoesja Alpecin      | z.t.     |
| 14      | Bram Tankink         | Team LottoNL-Jumbo          | z.t.     |
| 15      | Matteo Pelucchi      | BORA-hansgrohe              | z.t.     |
| 16      | Maarten Wynants      | Team LottoNL-Jumbo          | z.t.     |
| 17      | Jan-Willem van Schip | Roompot-Nederlandse Loterij | z.t.     |
| 18      | Andrew Fenn          | Aqua Blue Sport             | z.t.     |
| 19      | Taylor Phinney       | EF Education First          | z.t.     |
| 20      | Leonardo Basso       | Team Sky                    | z.t.     |

Mannen: 1907 · 1908 · 1909 · 1910 · 1911 · 1912 · 1913 · 1914 · 1915 · 1916 · 1917 · 1918 · 1919 · 1920 · 1921 · 1922 · 1923 · 1924 · 1925 · 1926 · 1927 · 1928 · 1929 · 1930 · 1931 · 1932 · 1933 · 1934 · 1935 · 1936 · 1937 · 1938 · 1939 · 1940 · 1941 · 1942 · 1943 · 1944 · 1945 · 1946 · 1947 · 1948 · 1949 · 1950 · 1951 · 1952 · 1953 · 1954 · 1955 · 1956 · 1957 · 1958 · 1959 · 1960 · 1961 · 1962 · 1963 · 1964 · 1965 · 1966 · 1967 · 1968 · 1969 · 1970 · 1971 · 1972 · 1973 · 1974 · 1975 · 1976 · 1977 · 1978 · 1979 · 1980 · 1981 · 1982 · 1983 · 1984 · 1985 · 1986 · 1987 · 1988 · 1989 · 1990 · 1991 · 1992 · 1993 · 1994 · 1995 · 1996 · 1997 · 1998 · 1999 · 2000 · 2001 · 2002 · 2003 · 2004 · 2005 · 2006 · 2007 · 2008 · 2009 · 2010 · 2011 · 2012 · 2013 · 2014 · 2015 · 2016 · 2017 · 2018 · 2019 · 2020 · 2021 · 2022 · 2023 · 2024 · 2025
Vrouwen: 2021 · 2022 · 2023 · 2024 · 2025